# Magdalena Zawisławska
Magdalena Anna Zawisławska (ur. 2 listopada 1971) – językoznawca, doktor habilitowana nauk humanistycznych, adiunkt na Uniwersytecie Warszawskim, dyrektorka Instytutu Języka Polskiego UW.

## Życiorys
Magdalena Zawisławska w latach 1990–1995 studiowała polonistykę na UW. Stopień doktora w zakresie językoznawstwa uzyskała w 2000 na podstawie pracy Czasowniki oznaczające percepcję wzrokową we współczesnej polszczyźnie (promotorka: Krystyna Waszak), a w 2012 habilitację pt. Metafora w języku nauki. Na przykładzie nauk przyrodniczych.
Od 1995 związana zawodowo z macierzystym Wydziałem. Pełniła szereg funkcji na uczelni, m.in.: zastępczyni dyrektora Instytutu Języka Polskiego ds. dydaktycznych i naukowych (2002–2005) oraz ds. dydaktycznych i naukowych w kadencji (2012–2016). Dyrektorka IJP UW kadencji 2020–2024.

## Publikacje
- Magdalena Zawisławska, Metaphor and Senses: The Synamet Corpus: A Polish Resource for Synesthetic Metaphors, Peter Lang: Berlin, Bern, Bruxelles, New York, Oxford, Warszawa, Wien, 2019.
- Maciej Ogrodniczuk, Katarzyna Głowińska, Mateusz Kopeć, Agata Savary, Magdalena Zawisławska, Coreference Annotation, Resolution and Evaluation in Polish, Walter De Gruyter, 2014.
- Magdalena Zawisławska, Metafora w języku nauki na przykładzie nauk przyrodniczych, Wydział Polonistyki Uniwersytetu Warszawskiego, Warszawa 2011.